# Paulina Maj
Paulina Maj est une joueuse de volley-ball polonaise née le 22 mars 1987 à Złotów. Elle mesure 1,66 m et joue au poste de libero. Elle totalise 93 sélections en équipe de Pologne.

## Clubs
| Club                   | De        | À         |
| ---------------------- | --------- | --------- |
| Sparta Złotow          | 2000-2001 | 2002-2003 |
| SMS PZPS Sosnowiec     | 2003-2004 | 2004-2005 |
| Bielsko-Biała          | 2005-2006 | 2007-2008 |
| PTPS Piła              | 2008-2009 | 2009-2010 |
| Trefl Sopot            | 2010-2011 | 2011-2012 |
| Muszynianka Muszyna    | 2012-2013 | 2014-2015 |
| KPS Chemik Police      | 2015-2016 | 2015-2016 |
| Budowlani Łódź         | 2016-2017 | 2016-2017 |
| BKS Stal Bielsko-Biała | 2018-2019 | 2018-2019 |
| KPS Chemik Police      | 2019-2020 | …         |

## Palmarès
- Coupe de la CEV
  - Vainqueur :2013.
- Championnat de Pologne
  - Vainqueur : 2012, 2016, 2020.
  - Finaliste : 2011, 2017.
- Coupe de Pologne
  - Vainqueur : 2006, 2016, 2020.
  - Finaliste : 2007, 2012, 2014, 2017.
- Supercoupe de Pologne
  - Vainqueur : 2006, 2008, 2015, 2019.
  - Finaliste : 2007, 2014.